# Pau Aymat Pujol
Pau Aymat Pujol (Vinyols, segle XIX - Reus, segle XX) va ser un terratinent i polític català.
De família benestant i amb finques agrícoles a Vinyols i a Reus, era un membre actiu del partit de dretes Unión Monárquica Nacional, partit pel qual va ser regidor i alcalde de Reus el 1922 i 1923. També va ser alcalde per un breu període el 1930. Afiliat el 1934 al Partit Agrari, del qual en va ser fundador a les comarques tarragonines, va lluitar contra la llei de Contractes de Conreu i es va oposar, junt amb el seu partit, a la reforma agrària del ministre Marcel·lí Domingo. El mes de maig de 1930, el general Berenguer va nomenar alcalde de Reus Ramon Salvat Siré, en substitució de Tomàs Piñol. Ramon Salvat va dimitir en el mateix moment de la presa de possessió, i es va nomenar per les autoritats, nou alcalde a Pau Aymat. Aymat quasi no va exercir l'alcaldia per discrepàncies polítiques i finalment Josep Caixés, al novembre de 1930 va ser nomenat alcalde fins a la proclamació de la República.